# Aequilumina cavitis
Aequilumina cavitis är en mossdjursart som beskrevs av Gontar 2002. Aequilumina cavitis ingår i släktet Aequilumina och familjen Metrarabdotosidae. Inga underarter finns listade i Catalogue of Life.